# Harry Potter und der Halbblutprinz
Harry Potter und der Halbblutprinz (Originaltitel: Harry Potter and the Half-Blood Prince) ist der sechste Band der Harry-Potter-Buchreihe von Joanne K. Rowling. Er erschien 2005 und ist mit schätzungsweise 65 Millionen verkauften Exemplaren bis heute einer der erfolgreichsten Bände der Reihe.
Innerhalb der Harry-Potter-Serie erfüllt der sechste Roman eine Schwellenfunktion: Er dient dazu, mehrere Handlungsstränge zusammenzuführen und damit die Weichen für den siebten und letzten Band der Reihe zu stellen.

## Das Buch
Der britische Verlag Bloomsbury und der amerikanische Scholastic-Verlag veröffentlichten den Roman am 16. Juli 2005. Die Originalausgabe ist mit einem Umfang von 607 Seiten kürzer als die beiden vorherigen Bände. Scholastic druckte für seine Erstauflage 10,8 Millionen Exemplare, von denen innerhalb der ersten 24 Stunden rund 6,9 Millionen Exemplare verkauft wurden.
Die deutsche Fassung erschien am 1. Oktober 2005 im Carlsen Verlag mit einer Erstauflage von zwei Millionen Exemplaren und einer Seitenzahl von 656 Seiten. Wie auch für alle anderen deutschsprachigen Harry-Potter-Bände stammt die Übersetzung von Klaus Fritz, das Cover wurde von Sabine Wilharm gestaltet.

## Inhalt

### Ausgangssituation
Die Wiederkehr Lord Voldemorts und seiner Todesser, die inzwischen allgegenwärtig sind, nimmt zunehmend auch auf die Welt der Muggel Einfluss. Rätselhafte Unglücke ereignen sich; Menschen verschwinden spurlos oder werden auf mysteriöse Weise getötet. Ein unheilverkündender Nebel überzieht das Land. In der Welt der Magie verbreitet sich das Gerücht über die Prophezeiung, die Harry Potter als den „Auserwählten“ beschreibt, jenen Zauberer, der allein die Macht besitzt, Lord Voldemort zu bezwingen.
Aufgrund der jüngsten Ereignisse erhält der – nicht namentlich genannte – britische Premierminister Besuch von Cornelius Fudge, der ihn über die Hintergründe der aktuellen Geschehnisse informiert. Zum Ende des Gesprächs zeigt sich, dass Fudge zwischenzeitlich als Zaubereiminister abgesetzt wurde. Sein Nachfolger ist Rufus Scrimgeour, der ehemalige Chef der Aurorenzentrale.

### Handlung
Die Schwestern Narzissa Malfoy und Bellatrix Lestrange besuchen den Hogwarts-Professor Severus Snape in seinem Haus. Narzissa bittet Snape, ihren Sohn Draco bei einem geheimen Auftrag zu beschützen, dem dieser von Lord Voldemort persönlich übertragen wurde. Sie fürchtet, dass Draco diesem Auftrag nicht gewachsen ist, und nachdem es ihrem Mann Lucius nicht gelungen war, den gesamten Wortlaut der Prophezeiung um Harry und Voldemort zu erfahren, würde sich die Familie durch ein weiteres Versagen vollends den Zorn Voldemorts zuziehen. Daraufhin legt Snape einen Unbrechbaren Schwur ab, Draco zu helfen und notfalls die ihm übertragene Aufgabe an seiner Stelle zu erfüllen.
Albus Dumbledore holt Harry bei den Dursleys ab und bringt ihn ins Haus der Familie Weasley, nachdem sie den ehemaligen Lehrer Horace Slughorn zur Rückkehr nach Hogwarts bewegt haben. Nach Ende der Sommerferien kehrt Harry gemeinsam mit Ron, Hermine und Ginny für sein sechstes Schuljahr nach Hogwarts zurück. Dort wurden die Sicherheitsvorkehrungen drastisch erhöht, da ein Angriff der Todesser befürchtet wird.
Zum Erstaunen aller übernimmt der joviale, aber auch eigennützig agierende Horace Slughorn den Posten als Professor für Zaubertränke. Professor Snape hingegen übernimmt das Fach Verteidigung gegen die Dunklen Künste, wie er es sich Gerüchten zufolge schon immer ersehnt hat. Diese auf den ersten Blick negative Änderung im Lehrerkollegium stellt sich für Harry jedoch schnell als Glücksfall heraus, da es ihm nun möglich ist, Zaubertränke als UTZ-Kurs zu belegen, was eine Voraussetzung seiner Ausbildung zum Auror ist. Bei Professor Snape wäre dies nicht möglich gewesen, da er ausschließlich Schüler mit der Note (ZAG = Zaubergrad) Ohnegleichen zu seinem Kurs zuließ, Harry jedoch nur ein Erwartungen übertroffen erhalten hatte.
In der ersten Schulstunde Zaubertränke erhält Harry ein gebrauchtes Lehrbuch, in dem der unbekannte „Halbblutprinz“, offenbar ein ehemaliger Schüler, nützliche Zusatzanweisungen notiert hat. Mit deren Hilfe gelingt ihm die Zubereitung von Zaubertränken erstmals problemlos, was ihn schnell zu Professor Slughorns Lieblingsschüler macht. Außerdem lernt er aus dem Buch einige ihm zuvor unbekannte, nützliche Zaubersprüche, die der Halbblutprinz offenbar selbst erfunden hat.
Während der folgenden Wochen berichtet der Tagesprophet über eine zunehmende Zahl von verschwundenen Personen und auch von einigen Todesfällen. Auch in Hogwarts werden Katie Bell aus dem Haus Gryffindor und Ron beinahe getötet. Panik greift zunehmend um sich. Harry gelangt schließlich zu der Überzeugung, dass Draco Malfoy hinter den Vorfällen in der Schule steckt und dabei mit Snape zusammenarbeitet, zumindest aber von diesem gedeckt wird. Er erfährt von dem Unbrechbaren Schwur Snapes und findet heraus, dass dieser Schwur denjenigen tötet, der ihm zuwiderhandelt. Bei dem Versuch, Snapes und Malfoys Pläne aufzudecken, wendet er sich auch an Remus Lupin, Arthur Weasley und schließlich an Dumbledore selbst, doch alle weisen seine Vermutungen zurück. Dumbledore besteht außerdem energisch auf der Feststellung, dass er Professor Snape trotz aller Anschuldigungen, die Harry vorbringt, weiterhin uneingeschränkt vertraut.
Während Privatstunden durch Dumbledore bekommt Harry interessante Einblicke in die Lebensgeschichte und Persönlichkeit Tom Riddles, des späteren Lord Voldemort. Es werden Riddles unglückliche Kindheit in einem Waisenhaus, seine grausamen Charakterzüge, sein Streben nach Macht und seine Unfähigkeit zu persönlichen Beziehungen beleuchtet. Durch das Studium der Erinnerungen verschiedener Personen erfährt Harry mehr über die Ziele und Vorgehensweisen des jungen Riddle. Dieser hatte sich insgesamt zweimal um einen Lehrerposten in Hogwarts beworben, wurde aber beide Male abgelehnt. Daraufhin hat er den Posten des Lehrers für die Verteidigung gegen die Dunklen Künste vermutlich verhext: Jeder, der ihn seitdem annimmt, verlässt die Schule noch im selben Schuljahr, sei es tot oder lebendig.
Als Dumbledore dank Harry an eine zuvor geheim gehaltene Erinnerung von Professor Slughorn herankommt, sieht er, dass Voldemort in seinem Streben nach Unsterblichkeit seine Seele in insgesamt sieben Teile aufgespalten und in verschiedenen Gegenständen, sogenannten Horkruxen, versteckt hat.
Um Voldemort endgültig besiegen zu können, müssen vorher die sechs ausgelagerten Teile gefunden und zerstört werden. Einen davon, das Tagebuch von Tom Riddle, hat Harry bereits vernichtet. Einen weiteren Horkrux, den Ring von Riddles Großvater Vorlost Gaunt, konnte Dumbledore selbst unschädlich machen. Der Schulleiter vermutet weiter, dass Riddle seine Seelenteile in wichtigen Artefakten von Slytherin, Ravenclaw, Hufflepuff und auch Gryffindor versteckt hat.
Harrys Hass gegenüber Snape erreicht einen neuen Höhepunkt, als er erfährt, dass es einst Snape gewesen ist, der die Prophezeiung von Sibyll Trelawney teilweise belauscht und unverzüglich an Lord Voldemort weitergegeben hat. Snape ist somit mitverantwortlich für den Tod von Harrys Eltern. Doch Dumbledore steht gerade deshalb weiter zu Snape: Dieser sei von der Ermordung der Potters so schockiert gewesen, dass er dem Dunklen Lord daraufhin den Rücken gekehrt und sich Dumbledore angeschlossen habe.
Harry und Dumbledore verlassen gemeinsam Hogwarts, um einen weiteren Horkrux – Slytherins Medaillon – zu suchen und zu zerstören. Als sie diesen tatsächlich in einer unheimlichen Höhle finden, befindet er sich auf dem Grund eines kleinen Beckens, das mit einer unbestimmten, undurchdringlichen Flüssigkeit gefüllt ist. Dumbledore beschließt, dass die Flüssigkeit getrunken werden muss und befiehlt Harry, ihm den Trank unter allen Umständen einzuflößen und alles in seiner Kraft stehende tun, damit Dumbledore weitertrinkt. Es gelingt Dumbledore, trotz furchtbarer Schmerzen, das Becken leer zu trinken. Harry nimmt die Kette an sich. Auf ihrer Flucht aus der Höhle stützt Harry den kaum noch gehfähigen Dumbledore.
Sie apparieren zurück nach Hogsmeade. Als Dumbledore das Dunkle Mal, das Zeichen für einen Angriff der Todesser, über Hogwarts’ Astronomieturm entdeckt, nimmt er noch einmal alle Kraft zusammen und fliegt mit Harry dorthin. Während ihrer Abwesenheit sind Voldemorts Anhänger mithilfe von Draco Malfoy unbemerkt in das Schloss eingedrungen. Auf dem Astronomieturm befiehlt Dumbledore Harry, Professor Snape zu holen. Harry, der sich unter seinem Tarnumhang versteckt auf den Weg machen will, wird plötzlich bewegungsunfähig und muss dem nachfolgenden Geschehen tatenlos zusehen. Nur Augenblicke später erscheint Draco – seinen Zauberstab gegen Dumbledore richtend – auf der Plattform. Er entwaffnet Dumbledore und eröffnet ihm, dass Voldemort ihn beauftragt hatte, ihn zu töten. Seine ersten beiden Versuche trafen versehentlich Katie und Ron. Doch er sei nunmehr entschlossen, die Sache zum Ende zu bringen, um seinen Vater in Voldemorts Augen zu rehabilitieren. Dumbledore verunsichert Draco Malfoy so sehr, dass er es nicht fertigbringt, seinen Auftrag zu vollenden. Als sich weitere Todesser einfinden, fordern sie Malfoy mit zunehmender Ungeduld auf, seine Aufgabe zu erfüllen. In dieser Situation erscheint schließlich Snape. Anstelle Dracos tötet er Dumbledore mit dem Avada-Kedavra-Fluch.
Zusammen mit Draco und den anderen Todessern flieht Snape, wird dabei von Harry, dessen Bann mit Dumbledores Tod wieder gelöst ist, verfolgt und in ein Duell verwickelt. Die Zaubersprüche aus dem Buch des Halbblutprinzen kann Snape aber mühelos abwehren, da er sie selbst erfunden hat: Snape gibt sich als der Halbblutprinz zu erkennen. Seine Mutter, eine Hexe, war eine geborene Prince (engl. für Prinz) und heiratete den Muggel Tobias Snape – was Severus zu einem Halbblut macht. Ihm und Draco gelingt die Flucht. Der Angriff der übrigen Todesser wird mit vereinten Kräften der Lehrerschaft, einiger Mitglieder des Phönixordens sowie der Mitglieder von „Dumbledores Armee“ knapp abgewehrt.
Professor McGonagall übernimmt vorerst die Schulleitung in Hogwarts. Das laufende Schuljahr wird kurz vor seinem regulären Ende abgebrochen. Offen bleibt, ob die Schule nach den Sommerferien aus Sicherheitsgründen geschlossen bleiben muss. Es folgt das Begräbnis von Albus Dumbledore, bei dem sich vielerlei Personen der vorhergehenden Romane einfinden, um dem Verstorbenen die letzte Ehre zu erweisen.
Es stellt sich heraus, dass es sich bei dem von Harry und Dumbledore gefundenen Medaillon nicht um einen Horkrux, sondern um ein Imitat handelt. Das Medaillon enthält eine Nachricht, die an den Dunklen Lord gerichtet ist und besagt, dass der echte Horkrux von einem geheimnisvollen R. A. B. entwendet wurde. Dieser habe vor, das Original zu zerstören.
Harry entschließt sich dazu, im nächsten Schuljahr nicht nach Hogwarts zurückzukehren. Stattdessen will er die verbleibenden Horkruxe finden und anschließend Voldemort töten. Ron und Hermine versprechen, dass sie an seiner Seite kämpfen werden. Das will Harry aber möglichst vermeiden.

## Verfilmung
Deutscher Kinostart der Verfilmung des Romans war am 16. Juli 2009. Die Produktion hatte im Frühjahr 2007 begonnen und wurde im Herbst 2008 beendet. Am 17. Mai 2008 wurden die Dreharbeiten für den Film abgeschlossen. Ab dem 20. November 2008 sollte der Film in den britischen, US-amerikanischen und europäischen Kinos anlaufen. Warner verschob den Termin im August um acht Monate nach hinten, auf den 16. Juli 2009.
Die Darsteller der Hauptfiguren in den vorhergegangenen Teilen der Filmreihe sind wieder in ihren angestammten Rollen zu sehen. Wichtige, erstmals für diesen Film zu besetzende Rollen waren die des Professor Horace Slughorn, der von Jim Broadbent verkörpert wird, Narzissa Malfoy, die von Helen McCrory dargestellt wird und Lavender Brown, die von Jessie Cave gespielt wird. Der junge Tom Riddle wird als Elfjähriger von Hero Fiennes Tiffin, einem Neffen des Voldemort-Darstellers Ralph Fiennes, und als Jugendlicher von Frank Dillane dargestellt. Das Drehbuch stammt wieder von Steven Kloves, die Regiearbeit übernimmt wie schon beim fünften Film der Reihe Harry Potter und der Orden des Phönix David Yates. Der erste Teaser-Trailer zum Film wurde am 29. Juli 2008 veröffentlicht.

## Wissenswertes
- Der Inhalt des Buches wurde – wie bei den vorherigen Bänden – bis zum Erscheinungstag geheim gehalten. Joanne K. Rowling selbst gab zwar vage Hinweise auf die Handlung, allerdings ließen diese verschiedene Deutungen zu. Als konkrete Informationen veröffentlichte sie auf ihrer Website nur zwei Sätze aus dem Buch sowie drei der Kapitelüberschriften. Gegen das Veröffentlichen von Inhaltsangaben vor dem Erscheinungstermin gingen die Verlage gerichtlich vor: In Kanada gab es sogar eine einstweilige gerichtliche Verfügung, die es Personen verbot, das Buch vor dem Erscheinungstermin zu lesen.

## Buchausgaben

### Englische Ausgaben
- J. K. Rowling: Harry Potter and the Half-Blood Prince. Bloomsbury Publishing, London 2005. ISBN 0-7475-8108-8. (Gebundene Ausgabe) (6 Wochen lang im Jahr 2005 auf dem Platz 1 der Spiegel-Bestsellerliste)

### Deutsche Ausgaben
- J. K. Rowling: Harry Potter und der Halbblutprinz. Carlsen Verlag, Hamburg 2005, ISBN 3-551-56666-6. (Gebundene Ausgabe) (14 Wochen lang in den Jahren 2005 und 2006 auf dem Platz 1 der Spiegel-Bestsellerliste)
- J. K. Rowling: Harry Potter und der Halbblutprinz. Carlsen Verlag, Hamburg 2005, ISBN 3-551-55600-8. (Gebundene Ausgabe für Erwachsene)
- J. K. Rowling: Harry Potter und der Halbblutprinz. Carlsen Verlag, Hamburg 2009, ISBN 978-3-551-55566-3. (Broschierte Ausgabe)
- J. K. Rowling: Harry Potter und der Halbblutprinz. Carlsen Verlag, Hamburg 2018, ISBN 978-3-551-55746-9. (Gebundene Neuauflage zum 20. Jubiläum der deutschen Ausgaben)

### Hörbücher
- J. K. Rowling: Harry Potter und der Halbblutprinz. Der HörVerlag, München 2006, ISBN 3-89940-728-8. (Hörbuch, gelesen von Rufus Beck).